# 제65회 미국 작가 조합상
제65회 미국 작가 조합상은 2012년 뛰어난 활동을 보인 영화 작가를 기리기 위해 2013년 2월에 열린 시상식이다.

## 수상 및 후보

### 각본상
- 제로 다크 서티 - 마크 볼 수상
- 플라이트 - 존 거틴즈
- 루퍼 - 라이언 존슨
- 더 마스터 - 폴 토마스 앤더슨
- 문라이즈 킹덤 - 웨스 앤더슨 외 1명

### 각색상
- 아르고 - 크리스 테리오 수상
- 라이프 오브 파이 - 데이빗 매기
- 링컨 - 토니 커쉬너
- 월플라워 - 스티븐 크보스키
- 실버라이닝 플레이북 - 데이빗 O. 러셀

### 다큐멘터리 각본상
- 서칭 포 슈가맨 - 말릭 벤젤룰 수상
- 센트럴 파크 파이브 - 켄 번스 외 2명
- 또 다른 전쟁 - 커비 딕
- 메아 막시마 쿨파: 사일런스 인 더 하우스 오브 갓 - 알렉스 기브니
- 위 알 리전: 더 스토리 오브 더 핵티비지트 - 브라이언 나펜베게르
- 웨스트 오브 멤피스 - 에이미 버그 외 1명

### TV 드라마 시리즈
- 브레이킹 배드 시즌5 - 샘 캐트린 외 6명 수상
- 보드워크 엠파이어 시즌3 - 크리스 하드독 외 8명
- 왕좌의 게임 2 - 데이비드 베니오프 외 4명
- 홈랜드 시즌2 - 헨리 브롬멜 외 5명
- 매드 맨 5 - 리사 알버트 외 11명

### TV 코미디 시리즈
- 루이 3 - 파멜라 애들론 외 2명 수상
- 30 락 시즌7 - 잭 버딧 외 16명
- 걸스 시즌1 - 주드 아패토우 외 7명
- 모던 패밀리 4 - 신디 추팍 외 12명
- 팍스 앤 레크리에이션 시즌5 - 그렉 다니엘스 외 외 17명

### TV 뉴 시리즈
- 걸스 시즌1 - 주드 아패토우 외 7명 수상
- 더 민디 프로젝트 - 데이빗 마샬 그랜트 외 8명
- 내쉬빌 - 웬디 캘혼 외 12명
- 뉴스룸 - 폴 레드포드 외 7명
- 부통령이 필요해 - 제시 암스트롱 외 7명

### TV 드라마 에피소드
- 매드 맨 5 - 세미 첼라스 외 1명 수상
- 브레이킹 배드 시즌5 - 제니퍼 허치슨
- 브레이킹 배드 시즌5 - 조지 마스트라스
- 브레이킹 배드 시즌5 - 샘 캐트린
- 홈랜드 시즌2 - 메러디스 스티엠
- 브레이킹 배드 시즌5 - 토머스 슈노즈

### TV 코미디 에피소드
- 모던 패밀리 4 - 일레인 코 수상
- 팍스 앤 레크리에이션 시즌5 - 에이미 포엘러
- 에피소드 2 - 제프리 크라릭 외 1명
- 30 락 시즌7 - 루크 델 트레디시
- 모던 패밀리 4 - 신디 추팍
- 모던 패밀리 4 - 제프리 리치먼

### TV 장편 각본상
- 햇필드 앤 맥코이 - 테드 맨 외 3명 수상
- 헤밍웨이 & 겔혼 - 제리 스탈
- 폴리티컬 애니멀 - 그렉 버랜티

### TV 장편 각색상
- 게임 체인지 - 대니 스트롱 수상
- 코마 - 존 J. 맥러플린

### TV 애니메이션상
- 심슨 가족 - 제프 웨스트브룩 수상
- 퓨쳐라마 - 조쉬 웨인스타인
- 쇼킹 패밀리 - 데이빗 A. 굿맨
- 심슨 가족 - J. 스튜어트 번스
- 심슨 가족 - 데이비드 만델

### TV 애니메이션 각본가상
- 맷 그로닝 수상

### TV 코미디/버라이어티
- 포틀랜디아 - 프레드 아미센 수상
- 콜버트 리포트 - 마이클 브럼 외 16명
- 코난 - 코난 오브라이언 외 16명
- 더 데일리 쇼 위드 존 스튜어트 - 로리 알밴즈 외 15명
- 지미 키멜 라이브! - 토니 버베리 외 13명
- 키 앤 필레 - 제이 마르텔 외 13명
- 리얼 타임 위드 빌 마허 - 애덤 펠버 외 8명
- 새터데이 나잇 라이브 - 세스 메이어스

### TV 코미디/버라이어티 - 스페셜
- The 66th Annual Tony Awards - 데이브 분 외 3명 수상
- The 2012 Film Independent Spirit Awards - 빌리 킴볼 외 1명
- 지미 키멜 라이브!: 시즌10 - 대리 리커 외 10명
- 내셔널 메모리얼 데이 콘서트 - 조안 메이어슨

### TV 낮 드라마
- 더 영 앤 더 레스트리스 - 제프 벨드너 수상
- 우리 생애 나날들 - 로레인 브로데릭 외 14명
- 원 라이프 투 리브 - 로레인 브로데릭 외 10명

### TV 어린이방송 에피소드
- 더 굿 스포츠 - 세서미 스트리트 - 크리스틴 페라로 수상

### TV 어린이방송 대본상
- 걸 Vs. 몬스터 - 애니 드영 수상

### TV 다큐멘터리 - 시사
- 머니, 파워 앤 월스트리트 1 - 마틴 스미스 외 1명 수상
- 프론트라인 - 마이클 커크
- 프론트라인 - 톰 제닝스
- 프론트라인 - 릭 영
- Money, Power and Wall Street 3 - 마이클 커크 외 1명
- Money, Power and Wall Street 4 - 마틴 스미스 외 1명
- Money, Power and Wall Street 3 - 마틴 스미스 외 1명

### TV 다큐멘터리 - 그외
- 더 패브릭 오브 더 코스모스 - 조쉬 로즌 외 2명 수상
- 내셔널 지오그래픽 익스플로러: 더 아미쉬 - 데이빗 벨턴
- 클린턴 - 바락 굿맨
- 아메리칸 익스피어런스 - 데스 앤 더 시빌 워 - 릭 번스
- 더 패브릭 오브 더 코스모스 - 브라이언 그린 외 1명
- Johnny Carson: King of Late Night - Peter T. Jones

### TV 뉴스 - 게시판 or 보고서
- Tragedy In Colorado: The Movie Theatre Massacre - Lisa Ferri 외 1명 수상

### TV 뉴스 - 분석, 기능, 해설
- The Ghost of Joe McCarthy - 빌 모이어스 외 1명 수상
- Making History at Ole Miss - Polly Leider
- The Regime Responds - Marcela Gaviria
- Stem Cell Fraud - 스콧 펠리 외 2명

### 월계수상
- 톰 스톱파드 수상
- 조슈아 브랜드 수상
- 존 팰시 수상

### 발렌타인 데이비스 상
- 필 로젠탈 수상

### 모건 콕스 상
- 다니엘 페트리 주니어 수상

### 장 르누아르 상
- 구로사와 아키라 수상
- 하시모토 시노부 수상
- 키쿠시마 류조 수상
- 오구니 히데오 수상

### 파울 셀빈 명예상
- 링컨 - 토니 커쉬너 수상